# Gran Premio di Francia 1980
Il Gran Premio di Francia 1980 è stata la settima prova della stagione 1980 del Campionato mondiale di Formula 1. Si è corsa domenica 29 giugno 1980 sul Circuito de Le Castellet. La gara è stata vinta dall'australiano Alan Jones, su Williams-Ford Cosworth; per il vincitore si trattò del settimo successo nel mondiale. Ha preceduto sul traguardo i francesi Didier Pironi e Jacques Laffite, entrambi su Ligier-Ford Cosworth.

## Vigilia

### La controversia tra FOCA e FISA
Il precedente Gran Premio di Spagna, al quale non avevano partecipato la Ferrari, la Renault e l'Alfa Romeo (mentre l'Osella vi aveva partecipato ma tramite un'iscrizione del pilota Eddie Cheever), era stato dichiarato illegittimo dalla FIA, in seguito alla battaglia che si era scatenata tra la Federazione Internazionale Sport Automobilistico (FISA), presieduta da Jean-Marie Balestre e la Formula One Constructors Association (FOCA), guidata da Bernie Ecclestone, per il controllo del Campionato Mondiale di Formula 1. La FOCA si era rifiutata di saldare le multe comminate dalla FISA per la mancata partecipazione, dei piloti delle scuderie più legate alla FOCA, ai briefing dei gran premi del Belgio e di Monaco, e aveva esautorato la FISA dalla gestione della gara iberica.
Questa situazione mise in dubbio la tenuta del gran premio francese ma Bernie Ecclestone assicurò la presenza delle scuderie della FOCA per il Gran Premio di Francia, ma i piloti che avevano partecipato alla gara rischiavano fino un anno di squalifica da parte della loro associazione nazionale oppure da quella sul cui territorio si era disputata una corsa vietata. Jean-Marie Balestre si dichiarò comunque favorevole a una soluzione mite nei confronti dei conduttori, visti gli obblighi contrattuali che li legavano alle rispettive scuderie. Nei confronti dei team, invece, non vi erano precedenti.
L'incertezza sulla presenza dei team della FOCA però rimase, tanto da mettere in dubbio la tenuta del Gran Premio di Francia, visto il numero ridotto di scuderie che vi avrebbero partecipato. Si prospettò l'ipotesi che la Ferrari potesse inviare tre vetture, quattro l'Alfa e la Renault, e due vetture l'Osella, alle quali si sarebbero aggiunte due ATS e tre McLaren, che sembravano pronte ad abbandonare il fronte della FOCA e a fondare una nuova associazione di costruttori.
Nel frattempo gli organizzatori dei gran premi di Formula 1 di tredici Paesi (tra cui quello del Gran Premio di Francia) s'impegnarono a non ospitare sui propri circuiti gare illegali.
Il 6 giugno si giunse vicini a un accordo quando la FOCA si dichiarò pronta a pagare le multe sancite in merito al Gran Premio del Belgio e a quello di Monaco, in cambio dell'annullamento delle sospensioni che erano state decise dalla FIA. Jean-Marie Balestre, presidente della FISA, affermò che i tre emissari della sua federazione all'incontro non erano autorizzati ad addivenire a una decisione di tale portata, e quindi che l'accordo non era stato ancora concluso.
Si tentò una nuova mediazione in una riunione a Modena, il 18 giugno, tra i rappresentanti dei tre team più vicini alla FISA (Ferrari, Renault e Alfa Romeo) e tre rappresentanti legati maggiormente alla FOCA (Frank Williams, Ligier e Colin Chapman). Le tre case costruttrici ribadirono il loro appoggio alle modifiche regolamentari proposte dalla FISA.
La situazione divenne maggiormente intricata in quanto la FOCA minacciò di restituire le licenze alla FISA e di non partecipare al Gran Premio di Francia. Gli organizzatori corsero ai ripari, per cercare di aumentare il numero di vetture iscritte al gran premio, tanto che François Chevalier, direttore del circuito, si recò a Zolder, ove il 22 giugno si disputava il Gran Premio del Limburgo, settima prova del Campionato europeo di Formula 2, per convincere almeno otto concorrenti a partecipare alla prova francese di F1, offrendo un ingaggio di 12 milioni di lire a testa.
Alcune scuderie (come la Toleman, la March e la scuderia di Ron Dennis) rifiutarono la proposta essendo il campionato ancora aperto, mentre altre (come la Minardi, l'AGS, il Team Sanremo e la Maurer) sembravano più inclini ad accettare l'invito. Questo però avrebbe costretto a ridurre la lunghezza della gara, vista la minore autonomia delle vetture della classe cadetta. Vi era inoltre il problema che, in F2, la fornitura di gomme della Goodyear, che serviva molti team, era gestita da Bernie Ecclestone, capo della FOCA. Inoltre la presenza di vetture di Formula 2 era considerata causa di pericolo tanto che Ferrari e Renault non sembravano disponibili a partecipare in tale caso al gran premio, cosa che di fatto, avrebbe portato al suo annullamento.
La proposta di Chevalier venne accolta da otto concorrenti anche se, successivamente, si evidenziarono dei problemi per le forniture degli pneumatici alle vetture di F2 da parte della Goodyear, per la gara francese, e pur in presenza dell'impegno della Pirelli di fornire assistenza. Gli iscritti della F2 erano una March del Team Sanremo, una AGS, le due Minardi, due Maurer e le due Toleman, anche se l'iscrizione di queste due vetture era stata fatta in via privata, tanto che il team si opponeva alla loro presenza.
Il 21 giugno, dopo in una riunione a Ginevra, i maggiori sponsor del campionato mondiale di F1 inviarono un ultimatum alle parti in causa affinché trovassero un accordo, pena l'interruzione dei finanziamenti alle scuderie. Jean-Marie Balestre fissò come termine ultimo, per l'iscrizione al gran premio, la mattina del giovedì 26 giugno. La FISA aveva già raccolto l'iscrizione di tre Ferrari, tre Renault, tre Alfa Romeo e dell'Osella. Balestre dichiarò che, in assenza di altre vetture, la griglia sarebbe stata completata con otto vetture di F1 o F. Aurora (anche se questo campionato, per il 29 giugno, prevedeva il G.P. Lotteria), e non con le otto vetture di Formula 2, come era stato precedentemente annunciato.
Lo sblocco della situazione venne trovato dopo una lunga riunione, tra il 24 e 25 giugno, presso l'aeroporto londinese di Heathrow che vide presenti Jean-Marie Balestre e Bernie Ecclestone. La pressione degli sponsor spronò tutte le scuderie legate alla FOCA a iscriversi al Gran Premio di Francia: FISA e FOCA decisero di rinviare così la definizione definitiva della questione a dopo il gran premio francese. In ambito regolamentare la FOCA presentò una serie di proposte tecniche tra cui la rimozione del divieto di utilizzo delle "minigonne", che venne sottoscritto anche dai rappresentanti di quelle scuderie maggiormente favorevoli a tale divieto come Ferrari e Renault.
Per chiudere la vicenda sul Gran premio di Spagna la federazione spagnola, competente per il gran premio annullato, decise di comminare una multa di 3.000 franchi svizzeri a ciascun pilota che aveva preso parte alla gara poi dichiarata nulla.
L'incertezza sulla gara aveva spinto, inizialmente, la televisione francese a non garantire la trasmissione in diretta della corsa, tanto che la televisione inglese si era affrettata a modificare il suo palinsesto. Solo sei emittenti europee decisero di trasmettere in diretta l'evento.
Un'ulteriore causa di incertezza venne dall'annuncio, fatto da un gruppo di agricoltori francesi, di voler bloccare le strade di accesso al tracciato il giorno della gara, per protestare contro l'importazione di prodotti agricoli dalla Spagna.

### Sviluppi futuri
La Talbot, azienda automobilistica francese controllata dalla Peugeot, acquistò il 70% delle quote della Ligier. L'accordo, dal lato sportivo, avrebbe portato all'entrata della Talbot in Formula 1 dal 1981, con una vettura costruita da Ligier, a motore Matra. La casa francese aveva, già nei mesi precedenti, annunciato la sua volontà di entrare nella massima formula.
La Talbot, col nome di Talbot-Lago, aveva già preso parte a due edizioni del campionato mondiale di F1, nel 1950 e 1951. In 13 gran premi iridati la casa francese aveva ottenuto come miglior piazzamento due terzi posti.

### Aspetti tecnici
Il gran premio si spostò dal Circuito di Digione al Circuito Paul Ricard, nella solita alternanza tra i due tracciati. Il circuito nel dipartimento del Varo ospitava per la sesta volta una prova del campionato mondiale di F1.

### Aspetti sportivi
Il pilota elvetico Marc Surer tornò al volante dell'unica ATS, dopo l'incidente nelle prove del Gran Premio del Sudafrica, che lo aveva costretto ad interrompere la stagione. L'olandese Jan Lammers, impiegato fino a quel momento dalla scuderia tedesca, passò all'Ensign, ove prese il posto di Patrick Gaillard, impiegato solo nel Gran Premio di Spagna, poi invalidato. L'Alfa Romeo, dopo aver inviato in Spagna anche Vittorio Brambilla, per il gran premio francese confermò l'impiego dei soli Patrick Depailler e Bruno Giacomelli. Il francese, pur avendo subito un incidente in dei test sul Circuito di Brands Hatch durante il mese, fu in grado di partecipare al gran premio. La Brabham confermò l'argentino Ricardo Zunino, pur avendo fatto testare la vettura a Héctor Rebaque.
La gara francese era la settima del calendario iridato, dopo l'annullamento del Gran Premio di Spagna. Terminava così il primo "girone" di gare in cui era diviso il campionato mondiale. Solo i migliori cinque risultati di queste prime sette gare contavano ai fini della classifica piloti. Nessun pilota però era nella condizione di dover scartare dei punti qualora fosse giunto nei primi sei in Francia, in quanto nessun pilota aveva già ottenuto cinque arrivi nei punti.
Ultima gara nella quale risultano iscritte (ma non qualificate) vetture della scuderia Shadow fondata da Don Nichols nel 1973.

## Qualifiche

### Resoconto
L'inizio delle prove del venerdì venne ritardato di un'ora per l'assenza dell'eliambulanza, come richiesto dalla FOCA.
Nella prima giornata di prove il più rapido fu Jacques Laffite in 1'38"88, che precedette i due suoi connazionali René Arnoux e Didier Pironi. La Renault, favorita dal motore turbo, toccò i 320 km/h, al termine del lungo rettilineo del Mistral. Il tempo di Laffite fu di quasi sei secondi più basso di quello fatto registrare, sullo stesso tracciato, da John Watson, nelle qualifiche dell'edizione 1978, l'ultima che si era disputata sul tracciato de Le Castellet. Le prove del venerdì videro un incidente per Patrick Depailler, che uscì di pista a oltre cento chilometri all'ora. Il francese fu costretto a utilizzare il muletto per il resto della sessione.
Al sabato pochi riuscirono a migliorare i loro tempi, così Laffite conquistò la sesta pole position della sua carriera in F1. Marc Surer fu comunque capace di passare dal ventiduesimo all'undicesimo tempo, migliorandosi di due secondi e mezzo.

### Risultati
Nella sessione di qualifica si è avuta questa situazione:
| Pos | Nº | Pilota                | Costruttore              | Tempo   | Griglia |
| --- | -- | --------------------- | ------------------------ | ------- | ------- |
| 1   | 26 | Jacques Laffite       | Ligier-Ford Cosworth     | 1'38"88 | 1       |
| 2   | 16 | René Arnoux           | Renault                  | 1'39"49 | 2       |
| 3   | 25 | Didier Pironi         | Ligier-Ford Cosworth     | 1'39"49 | 3       |
| 4   | 27 | Alan Jones            | Williams-Ford Cosworth   | 1'39"50 | 4       |
| 5   | 28 | Carlos Reutemann      | Williams-Ford Cosworth   | 1'39"60 | 5       |
| 6   | 15 | Jean-Pierre Jabouille | Renault                  | 1'40"18 | 6       |
| 7   | 8  | Alain Prost           | McLaren-Ford Cosworth    | 1'40"63 | 7       |
| 8   | 5  | Nelson Piquet         | Brabham-Ford Cosworth    | 140"67  | 8       |
| 9   | 23 | Bruno Giacomelli      | Alfa Romeo               | 1'40"85 | 9       |
| 10  | 22 | Patrick Depailler     | Alfa Romeo               | 1'40"89 | 10      |
| 11  | 9  | Marc Surer            | ATS-Ford Cosworth        | 1'41"03 | 11      |
| 12  | 11 | Mario Andretti        | Lotus-Ford Cosworth      | 1'41"56 | 12      |
| 13  | 7  | John Watson           | McLaren-Ford Cosworth    | 1'41"63 | 13      |
| 14  | 12 | Elio De Angelis       | Lotus-Ford Cosworth      | 1'41"66 | 14      |
| 15  | 30 | Jochen Mass           | Arrows-Ford Cosworth     | 1'41"71 | 15      |
| 16  | 3  | Jean-Pierre Jarier    | Tyrrell-Ford Cosworth    | 1'41"78 | 16      |
| 17  | 2  | Gilles Villeneuve     | Ferrari                  | 1'41"99 | 17      |
| 18  | 29 | Riccardo Patrese      | Arrows-Ford Cosworth     | 1'42"07 | 18      |
| 19  | 1  | Jody Scheckter        | Ferrari                  | 1'42"38 | 19      |
| 20  | 4  | Derek Daly            | Tyrrell-Ford Cosworth    | 1'42"77 | 20      |
| 21  | 31 | Eddie Cheever         | Osella-Ford Cosworth     | 1'42"85 | 21      |
| 22  | 6  | Ricardo Zunino        | Brabham-Ford Cosworth    | 1'43"14 | 22      |
| 23  | 21 | Keke Rosberg          | Fittipaldi-Ford Cosworth | 1'43"16 | 23      |
| 24  | 20 | Emerson Fittipaldi    | Fittipaldi-Ford Cosworth | 1'43"21 | 24      |
| NQ  | 17 | Geoff Lees            | Shadow-Ford Cosworth     | 1'44"28 | NQ      |
| NQ  | 14 | Jan Lammers           | Ensign-Ford Cosworth     | 1'44"33 | NQ      |
| NQ  | 18 | Dave Kennedy          | Shadow-Ford Cosworth     | 1'44"56 | NQ      |

## Gara

### Resoconto
La Williams decise di montare pneumatici da 15 pollici sulla vettura di Alan Jones, in luogo dei tradizionali pneumatici da 13 pollici. L'Osella poté prendere il via noleggiando un motore Ford Cosworth DFV dall'Ensign, che non si era qualificata.
Jacques Laffite prese la testa al via, seguito da René Arnoux, Didier Pironi, Alan Jones, Carlos Reutemann, Nelson Piquet e Alain Prost. Gilles Villeneuve fu autore di un'ottima partenza che lo portò dalla diciassettesima piazzola di partenza all'ottavo posto. Nel corso del primo giro vi fu un duello tra Pironi e Arnoux: alla chicane prima della curva de L'ècole: Pironi attaccò Arnoux e si porta subito al secondo posto, poi Arnoux, sull'interminabile rettilineo del Mistral, sfruttò appieno la potenza del suo turbo ma Pironi fu capace di risuperarlo.
Laffite iniziò a guadagnare un certo margine sugli avversari mentre nel corso del secondo giro Arnoux passò ancora Pironi; intanto Nelson Piquet aveva passato anche Reutemann ed era quinto dietro Jones. Anche Alain Prost scavalcò Reutemann: vi erano così quattro piloti francesi nei primi sei posti. Jones passò Didier Pironi al giro quattro mentre Prost si ritirò per la rottura dell'avantreno. Al quinto giro, alla chicane, Arnoux si vide affiancare e superare da Pironi e Jones, il pilota della Ligier passò secondo davanti a Jones e Arnoux.
Alan Jones riuscì a passare Pironi all'ottavo giro e, tre giri dopo, anche Nelson Piquet saltò Arnoux. La classifica vedeva ora, dietro a Laffite, Jones, poi Pironi, Piquet, Arnoux, Reutemann e Villeneuve. La gara del canadese della Scuderia Ferrari fu penalizzata da un cambio gomme al giro ventisette: Villeneuve ripartì undicesimo.
Jacques Laffite mantenne il comando fino al 35º giro quando venne passato da Alan Jones alla chicane. Al giro 42 anche Didier Pironi passò Laffite. Gilles Villeneuve, nel frattempo, fu capace di risalire in ottava posizione.
Alan Jones vinse per la settima volta in carriera, precedendo Pironi, Laffite, Piquet, Arnoux e Carlos Reutemann. La scelta tecnica della Williams in merito al diametro delle gomme consentì all'australiano un minore degrado delle stesse, in quanto il calore veniva dissipato su una superficie più ampia dello pneumatico.

### Risultati
I risultati del gran premio furono i seguenti:
| Pos | No | Pilota                | Costruttore              | Giri | Tempo/Ritiro     | Pos. Griglia | Punti |
| --- | -- | --------------------- | ------------------------ | ---- | ---------------- | ------------ | ----- |
| 1   | 27 | Alan Jones            | Williams-Ford Cosworth   | 54   | 1h32'43"4        | 4            | 9     |
| 2   | 25 | Didier Pironi         | Ligier-Ford Cosworth     | 54   | +4"52            | 3            | 6     |
| 3   | 26 | Jacques Laffite       | Ligier-Ford Cosworth     | 54   | +30"26           | 1            | 4     |
| 4   | 5  | Nelson Piquet         | Brabham-Ford Cosworth    | 54   | +1'14"88         | 8            | 3     |
| 5   | 16 | René Arnoux           | Renault                  | 54   | +1'16"15         | 2            | 2     |
| 6   | 28 | Carlos Reutemann      | Williams-Ford Cosworth   | 54   | +1'16"74         | 5            | 1     |
| 7   | 7  | John Watson           | McLaren-Ford Cosworth    | 53   | +1 giro          | 13           |       |
| 8   | 2  | Gilles Villeneuve     | Ferrari                  | 53   | +1 giro          | 17           |       |
| 9   | 29 | Riccardo Patrese      | Arrows-Ford Cosworth     | 53   | +1 giro          | 18           |       |
| 10  | 30 | Jochen Mass           | Arrows-Ford Cosworth     | 53   | +1 giro          | 15           |       |
| 11  | 4  | Derek Daly            | Tyrrell-Ford Cosworth    | 52   | +2 giri          | 20           |       |
| 12  | 1  | Jody Scheckter        | Ferrari                  | 52   | +2 giri          | 19           |       |
| 13  | 20 | Emerson Fittipaldi    | Fittipaldi-Ford Cosworth | 50   | Motore           | 24           |       |
| 14  | 3  | Jean-Pierre Jarier    | Tyrrell-Ford Cosworth    | 50   | +4 giri          | 16           |       |
| Rit | 31 | Eddie Cheever         | Osella-Ford Cosworth     | 43   | Motore           | 21           |       |
| Rit | 9  | Marc Surer            | ATS-Ford Cosworth        | 26   | Cambio           | 11           |       |
| Rit | 22 | Patrick Depailler     | Alfa Romeo               | 25   | Tenuta di strada | 10           |       |
| Rit | 11 | Mario Andretti        | Lotus-Ford Cosworth      | 18   | Cambio           | 12           |       |
| Rit | 21 | Keke Rosberg          | Fittipaldi-Ford Cosworth | 8    | Testacoda        | 23           |       |
| Rit | 23 | Bruno Giacomelli      | Alfa Romeo               | 8    | Tenuta di strada | 9            |       |
| Rit | 8  | Alain Prost           | McLaren-Ford Cosworth    | 6    | Trasmissione     | 7            |       |
| Rit | 12 | Elio De Angelis       | Lotus-Ford Cosworth      | 3    | Frizione         | 14           |       |
| Rit | 15 | Jean-Pierre Jabouille | Renault                  | 0    | Trasmissione     | 6            |       |
| Rit | 6  | Ricardo Zunino        | Brabham-Ford Cosworth    | 0    | Frizione         | 22           |       |
| NQ  | 17 | Geoff Lees            | Shadow-Ford Cosworth     |      |                  |              |       |
| NQ  | 14 | Jan Lammers           | Ensign-Ford Cosworth     |      |                  |              |       |
| NQ  | 18 | Dave Kennedy          | Shadow-Ford Cosworth     |      |                  |              |       |

## Classifiche

### Piloti
| Pos. | Pilota             | Punti |
| ---- | ------------------ | ----- |
| 1    | Alan Jones         | 28    |
| 2    | Nelson Piquet      | 25    |
| 3    | René Arnoux        | 23    |
| 4    | Didier Pironi      | 23    |
| 5    | Carlos Reutemann   | 16    |
| 6    | Jacques Laffite    | 16    |
| 7    | Riccardo Patrese   | 7     |
| 8    | Elio De Angelis    | 6     |
| 9    | Emerson Fittipaldi | 5     |
| 10   | Keke Rosberg       | 4     |
| 11   | Jochen Mass        | 4     |
| 12   | Derek Daly         | 3     |
| =    | John Watson        | 3     |
| 14   | Gilles Villeneuve  | 3     |
| =    | Alain Prost        | 3     |
| 16   | Jean-Pierre Jarier | 2     |
| =    | Jody Scheckter     | 2     |
| =    | Bruno Giacomelli   | 2     |

### Costruttori
| Pos. | Team                     | Punti |
| ---- | ------------------------ | ----- |
| 1    | Williams-Ford Cosworth   | 44    |
| 2    | Ligier-Ford Cosworth     | 39    |
| 3    | Brabham-Ford Cosworth    | 25    |
| 4    | Renault                  | 23    |
| 5    | Arrows-Ford Cosworth     | 11    |
| 6    | Fittipaldi-Ford Cosworth | 9     |
| 7    | Lotus-Ford Cosworth      | 6     |
| 8    | McLaren-Ford Cosworth    | 6     |
| 9    | Tyrrell-Ford Cosworth    | 5     |
| 10   | Ferrari                  | 5     |
| 11   | Alfa Romeo               | 2     |